# 苗木城
苗木城（なえぎじょう）は、岐阜県中津川市苗木にあった日本の城。
別名は霞ケ城。苗木藩の藩庁が置かれた。国の史跡に指定されている。

## 概要
苗木城の城域は、城郭の主要部である内郭部分が約2万㎡、外郭部も含めると約35万㎡に達し、その内156.774㎡が、昭和56年(1981年)に国の史跡に指定された。城跡は中津川市内を東西に流れる木曽川の北岸に聳える城山(432m)にある。木曽川から山頂の天守跡までの標高差は約170mあり、自然の岩山の地形を有効に生かして造られた山城であった。
苗木城の特徴として、岩山という地形に制約されて利用できる平坦な土地の確保が困難であったため、巨岩等を利用した上での建物の建築方法(懸造)であったこと、また石垣には多種類の積み方が見られることが挙げられる。

## 歴史背景

### 築城背景
- 鎌倉時代初期に岩村城を本拠地として恵那郡を統治した地頭遠山氏の初代遠山景朝の長男遠山景村が、 仁治2年（1242年）木曽川北部の所領確立のため、木曽川南岸の左岸の西山戸から北岸の那木津戸に進出。那木津戸が当時、那木(苗木)と呼ばれた所で、遠山氏による木曽川北部進出の始まりとなった。
- 元弘年間(1331～1334年）遠山一雲入道、遠山景長親子が、高森山(現在の中津川市苗木町）に砦を築く[2]。
- 元弘～建武年間(1334～1336）の頃、遠山景利が恵那郡福岡村植苗木に広恵寺城を築き宗良親王を迎える[3]。
- 文明5年（1473年）10月、小笠原家長と木曾家豊が伊那谷と木曽谷から東濃に侵攻する[4]。
- 大永4年（1524年）3月、小笠原定基の家臣高柴景長が神明神社（苗木字日比野）の造営を行なう[5]。
- 大永6年（1526年）に遠山一雲入道昌利が植苗木から高森山に館を移す[6]。

### 武田氏、織田氏、森氏の苗木城攻め
- 天文3年（1534年）、松尾小笠原氏の本拠松尾城が陥落、小笠原貞忠が甲斐の武田氏のもとに逃れ小笠原氏が撤退。
- 天文11年（1542年）11月、遠山景安が笠木社に梵鐘を寄進する[7]。
- 天文21年（1552年）、岩村遠山氏の遠山直廉(遠山正廉)が苗木の遠山景徳の養子となり、手賀野（現在の岐阜県中津川市手賀野）に阿寺城を築いて入り、後に高森山砦を拡張し苗木城主となった。
- 天文年間（1532年～1555年）に遠山正廉が高森に苗木城を築く[8]。
- 天文24年（1555年）、木曾氏が甲斐の武田氏に降る。
- 永禄3年（1560年）5月、苗木勘太郎（直廉同一人物説有り）が桶狭間の戦いに出陣する[9]。
- 永禄8年（1565年）苗木勘太郎の娘(織田信長の養女)が武田勝頼(武田信玄二男)に嫁ぐ[10]。
- 永禄12年（1569年）に、遠山直廉が武田氏からの指示により飛騨国益田郡竹原へ侵攻し三木氏と大威徳寺の戦いを行い大威徳寺を焼き勝利したものの矢傷を負った。
- 永禄12年（1569年）6月遠山直廉、廣恵寺に禁制を下す[11]。
- 永禄12年（1569年）6月18日雲岳宗興大禅定門（遠山正廉）死去（高野山過去帳）[12]。
- 永禄13年（1570年）5月18日雲嶽宗高大禅定門（遠山直廉）死去（雲林寺過去帳）。[7]。信長の命令で飯羽間遠山氏の遠山友勝が苗木遠山氏を相続する[13]。
- 元亀元年(1570年)12月、上村合戦で遠山友勝(苗木勘太郎)、遠山景行、串原右馬介経景、小里内記などが武田家臣秋山虎繁と戦う。[14]。
- 天正年間前半（1573年～1582年）、遠山友勝死去[13]。
- 天正元年（1573年）8月、木曾義昌が河折籠屋(川上牢屋)を攻め落とし、苗木を攻める[15]。
- 天正2年（1574年）2月、武田勝頼が東美濃に侵攻し、先ず高山城、苗木城を落とし、更に支城16箇所を全て落とす[16]。
- 天正3年（1575年）、織田信忠が岩村城を落とし、東濃諸城を奪還する[17]。
- 天正10年（1582年）可児郡の兼山城主であった森長可が苗木を攻める。
- 天正11年（1583年）兼山城主の森長可再び苗木地方を攻め苗木城が落城。遠山友忠・遠山友政父子は徳川家康を頼り浜松に走る。

### 安土桃山期
- 慶長4年（1599年）森氏 信濃川中島に移封される。河尻直次が苗木城主となり、関治兵衛が城代となる。
- 慶長5年（1600年）遠山友政は徳川家康の命を受け苗木城を攻略し、徳川家康から苗木領を安堵され、後に苗木藩が成立する。

### 明治以降
- 明治2年（1869年）苗木藩主の遠山友詳(友禄)が版籍奉還により藩知事となる。
- 明治4年（1871年）廃藩置県により苗木藩は廃藩となり、苗木県となる。
- 明治17年（1884年）7月7日華族授爵ノ詔勅により、遠山友詳(友禄)は子爵となる。
- 1981年（昭和56年）、国の史跡に指定された。
- 2003年（平成16年）3月、山の斜面にある苗木さくら公園が飛騨・美濃さくら三十三選に選ばれている。
- 2017年（平成29年）4月6日、続日本100名城（142番）に選定された。

## 遺構

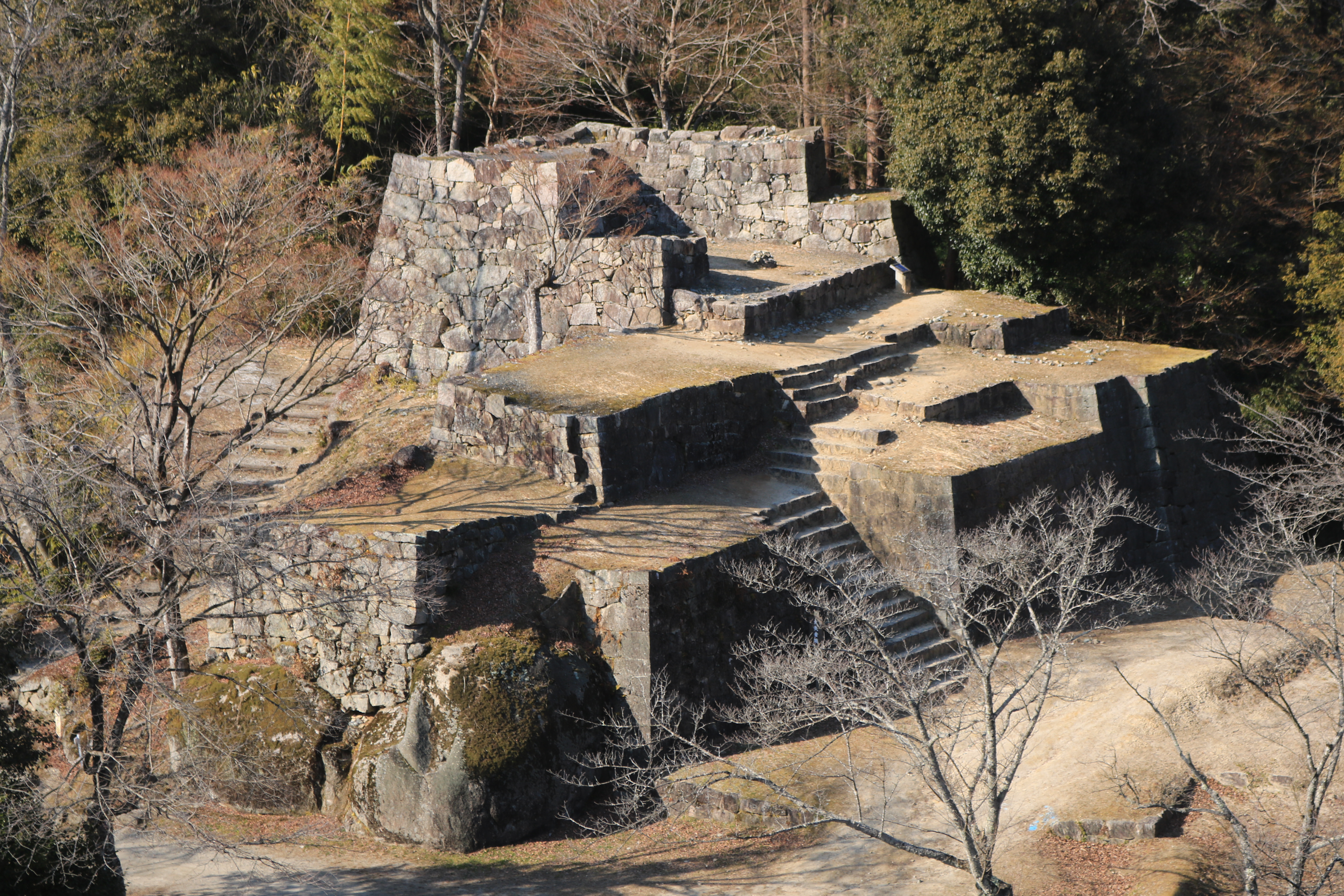
三の丸にある大矢倉

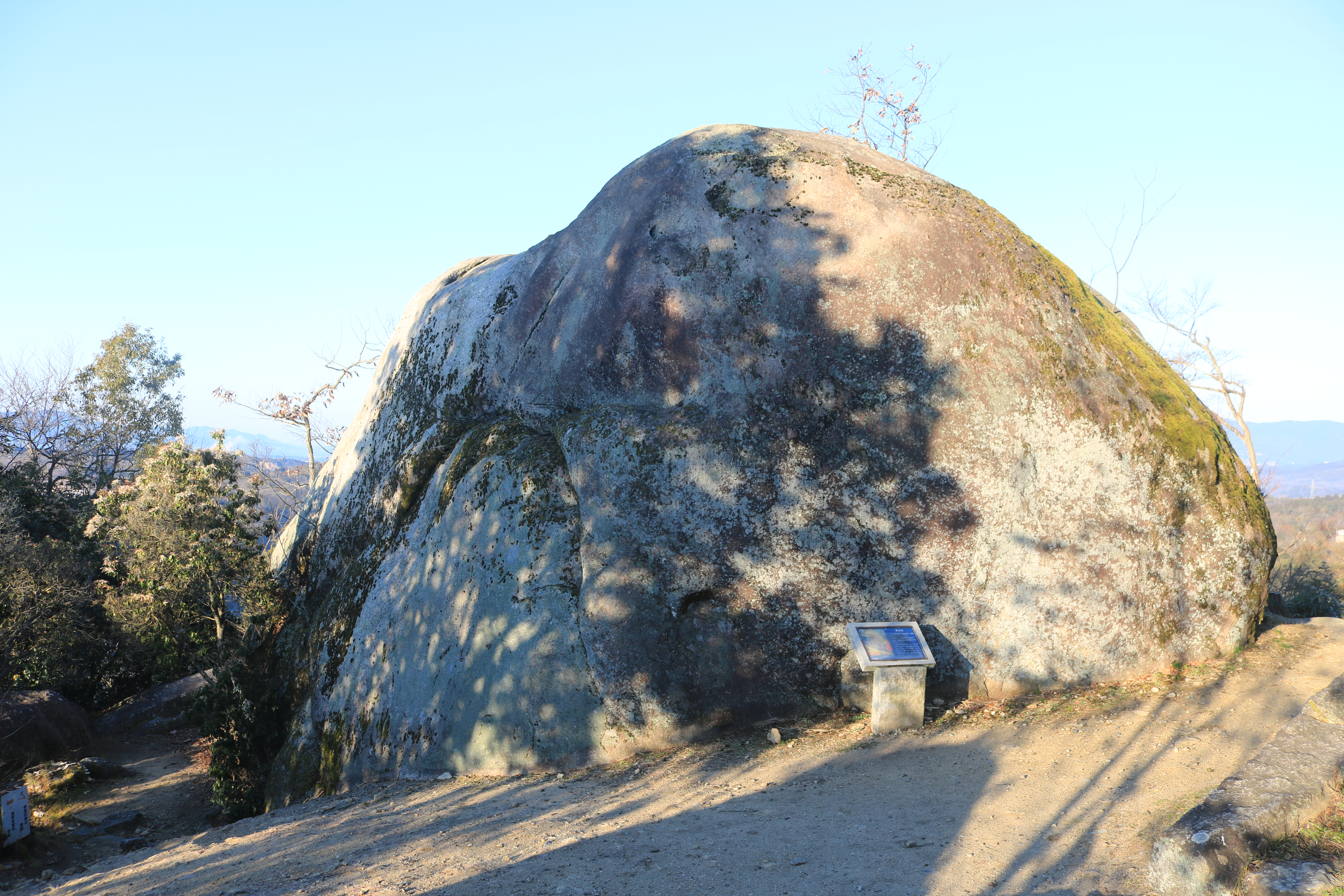
巨大な自然石である馬洗岩

- 本丸・二の丸・三の丸などの石垣や大矢倉跡・風吹門跡・綿倉門などの門跡、堀が残っている。
- 天守台や大矢倉の石垣、馬洗岩など巨大な自然石が複数箇所で利用されているのが特徴。
- 菱櫓台の下に千石井戸と呼ばれる井戸が残る。大手口道は長さ500m、高低差150mあり「四十八曲り道」といわれている。
- 建築物としては、大手門の扉と柱が残り、中津川市苗木遠山史料館にて展示されている。

## 伝説
「赤壁城」の別名があり、城の壁は白漆喰ではなく赤土がむき出しになっていたと伝えられる。その理由については、木曽川に住む竜が白い色を嫌い、何度漆喰を塗り直しても嵐を起こしてはぎ取ってしまったという話が残されている。
また、中部日本新聞（後の中日新聞）夕刊に1960年代前半に掲載されていた「ふるさとの童話」という記事にも同じような物語が紹介された。苗木城は美しい白壁の城として完成したが、一夜明けると漆喰が全部落ちて赤土が露出している。何度塗りなおしても、朝になると同じことであった。殿様は、犯人を見届けてやろうと、一人で夜の天守閣で見張っていた。すると、夜空が掻き曇って雨風が出て来たかと思うと、恐ろしい大きな竜が現われ、熱い息を城に吐きかけると、たちまち壁が落ちてしまったという。実際には、苗木藩が経済的に弱体で漆喰を塗る経費が捻出できなかったとされる（幕末期に1万石で城持ちの藩は苗木藩のみである）。

## 城下町
城山の北麓に存在していた。濃陽徇行記に、「町屋四町ほど続き、北より入り又東へ曲がり上町、下町という。東の町はづれに城門あり、上地にゆくには城門へ入り、直に天守台の下を通る坂をつづら折りに下る。四十八曲とあるといふ。坂の下り口に城の南門あり、門さきの渓流に欄干橋あり、此あたり勝景なり」と記されている。
苗木の武士の住居については、遠山家に残る士族屋敷の分布地図でみる限りでは、城を中心に城域内外に点在していたことがわかる。従って他領でみられるように、家臣を強制的に城下へ集める移住策はとっていないと考えられる。
遠山家の史料で見る限りでは、町は大別して上町門から上町、新町、下モ丁(町)、鉄砲町と町屋を作っていたことがうかがえる。そしてこの町屋の中に士族屋敷も混在し、下モ丁に多く見られる。
城下の町屋の発展については、詳細は不明だが、1883年に書かれた「苗木村旧上地村明細記幷遠山家年中行事藩士旦下々迠役名掟其外雑書名産荒増記」(新田家蔵－以下「苗木村明細記」－)によってみると、
(上町)　元禄の頃までは町屋が九軒であったが、追々町屋が建並び新町、本町、柳町と発展した。上町は明治以降上之町と改称された。
(新町)　北溪から梛(なぎ)へ行く四つ辻のところを広小路という。寛政年中は町屋があってせまい所であったが出火し、類焼してより火除地となり、広小路と呼ぶようになった。明治以後は本町と改称された。
(鉄砲町・足軽町)　本町の角を曲がった所から昔は鉄砲町・足軽町といい、足軽等が住んでいたが、年月を追うに従って町屋になって来た。鈴垣外への分れ道より下手の方は、三・四軒あって片側町であったが、文政年中建続き両側の町屋となった。
(柳町)　本町二丁目(明治一六年)折れ曲がった下の方を柳町という。文政二己卯年、高山村住居の木屋吉右衛門という者が遠山家に願い出て織屋を始めようと町屋を建てたので町名も卯年の卯に木屋の木を組み合わせて柳町とつけた。
武士と町屋との行き来については、前述「苗木村明細記」によると、武士は町屋へ自由に出入りすることは許可されていなかったと言うことで、買物等で出入りすることは苦しからずということであった。また城下町で芝居興行などがあり、村々での芝居狂言がある場合でも武士は勿論家族までも見物してはいけないという達しがあった。しかし遠山家奥方が見物される時は、武士もその家族も見物勝手という達しがあった。

## 関連画像

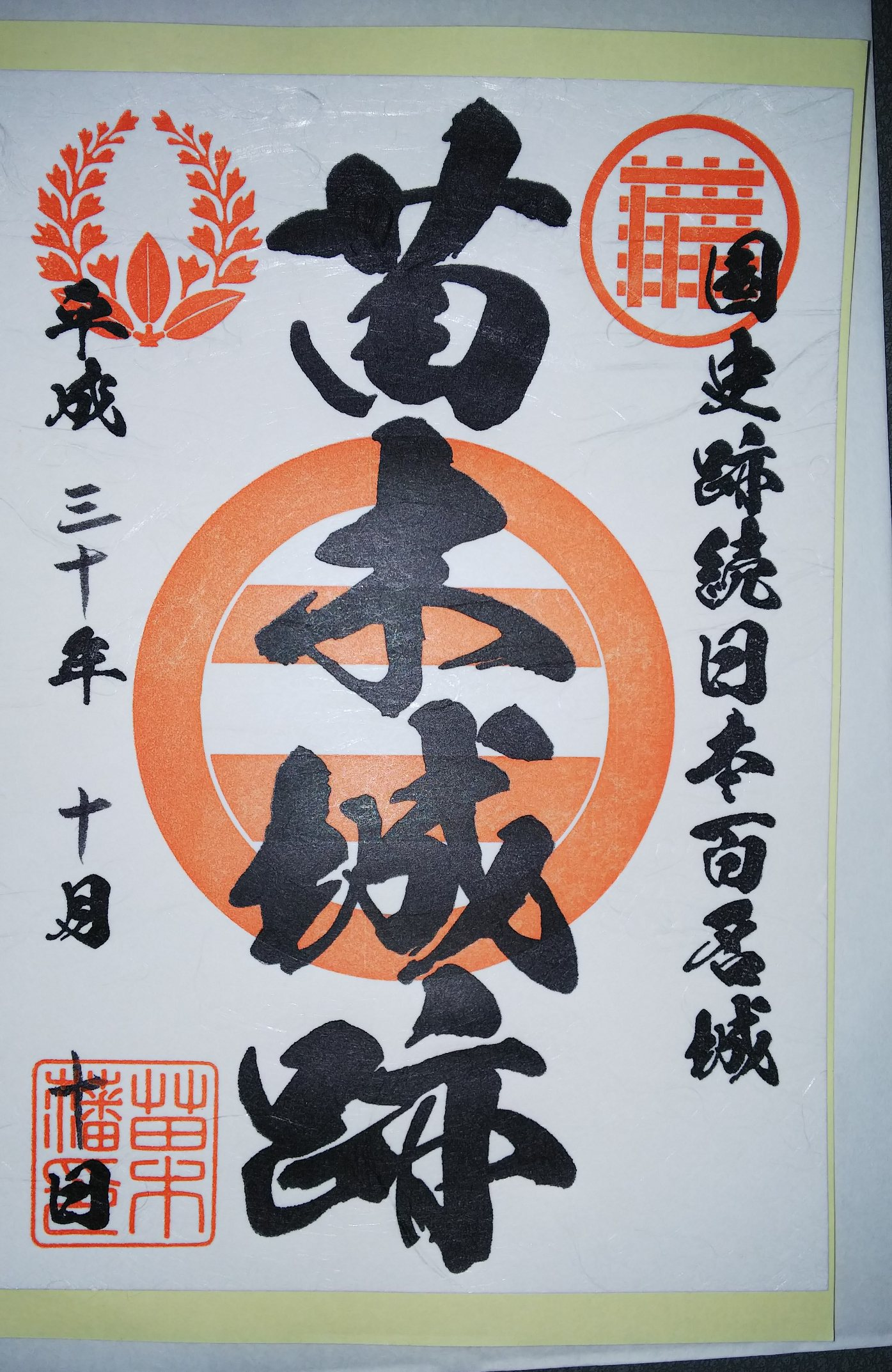
麓の苗木遠山資料館にある御朱印

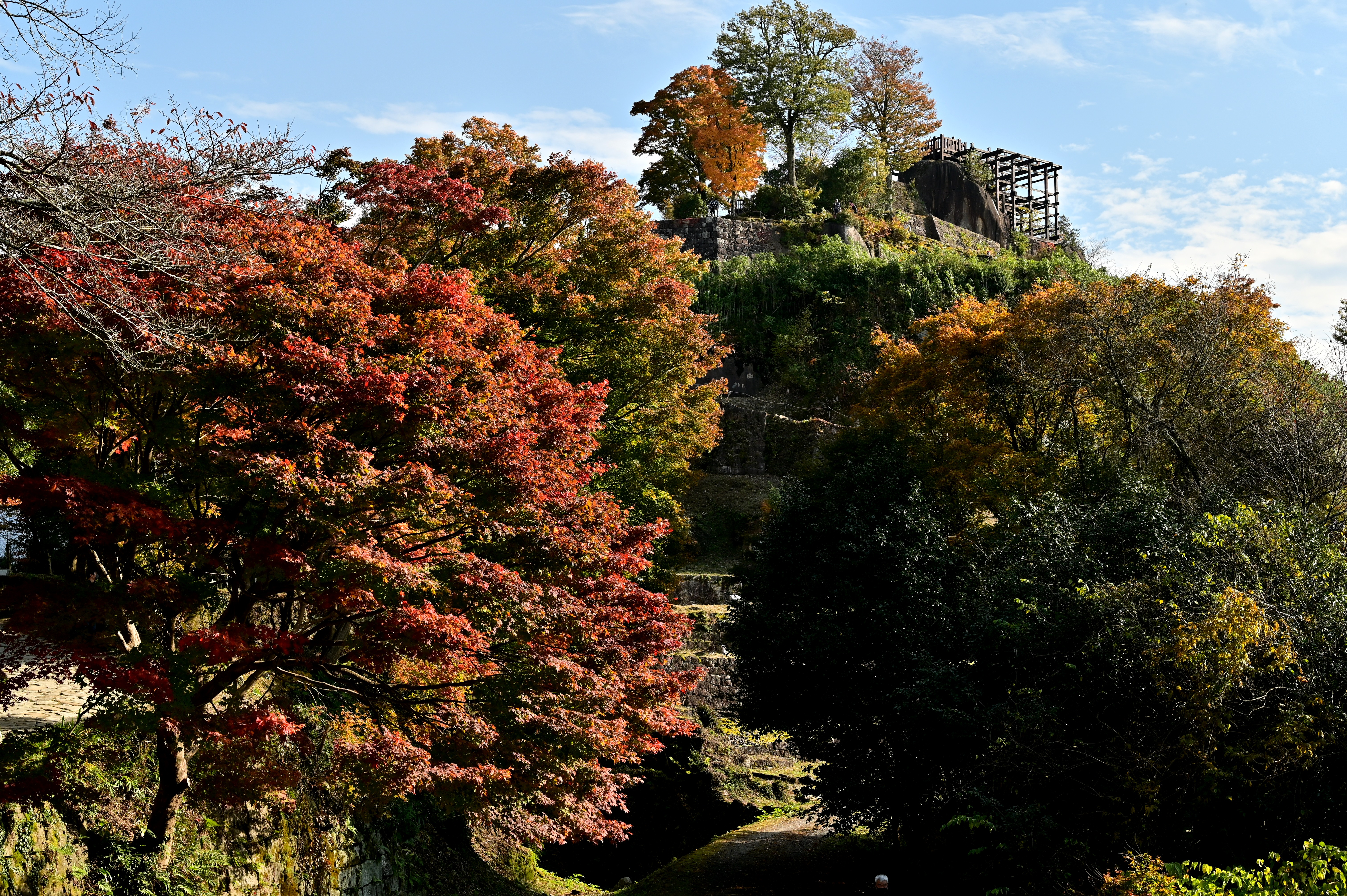
苗木城の紅葉
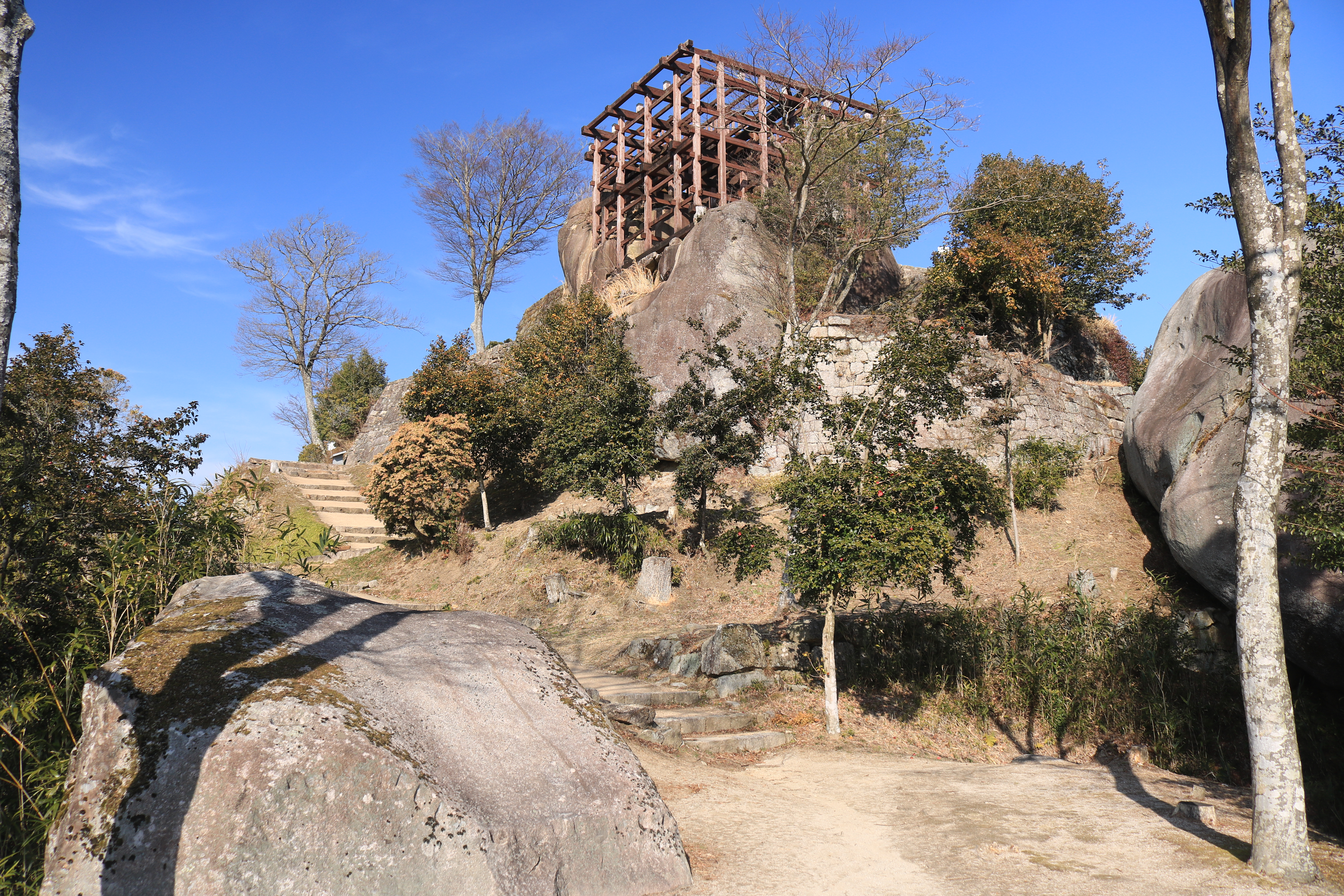
本丸にある天守展望台
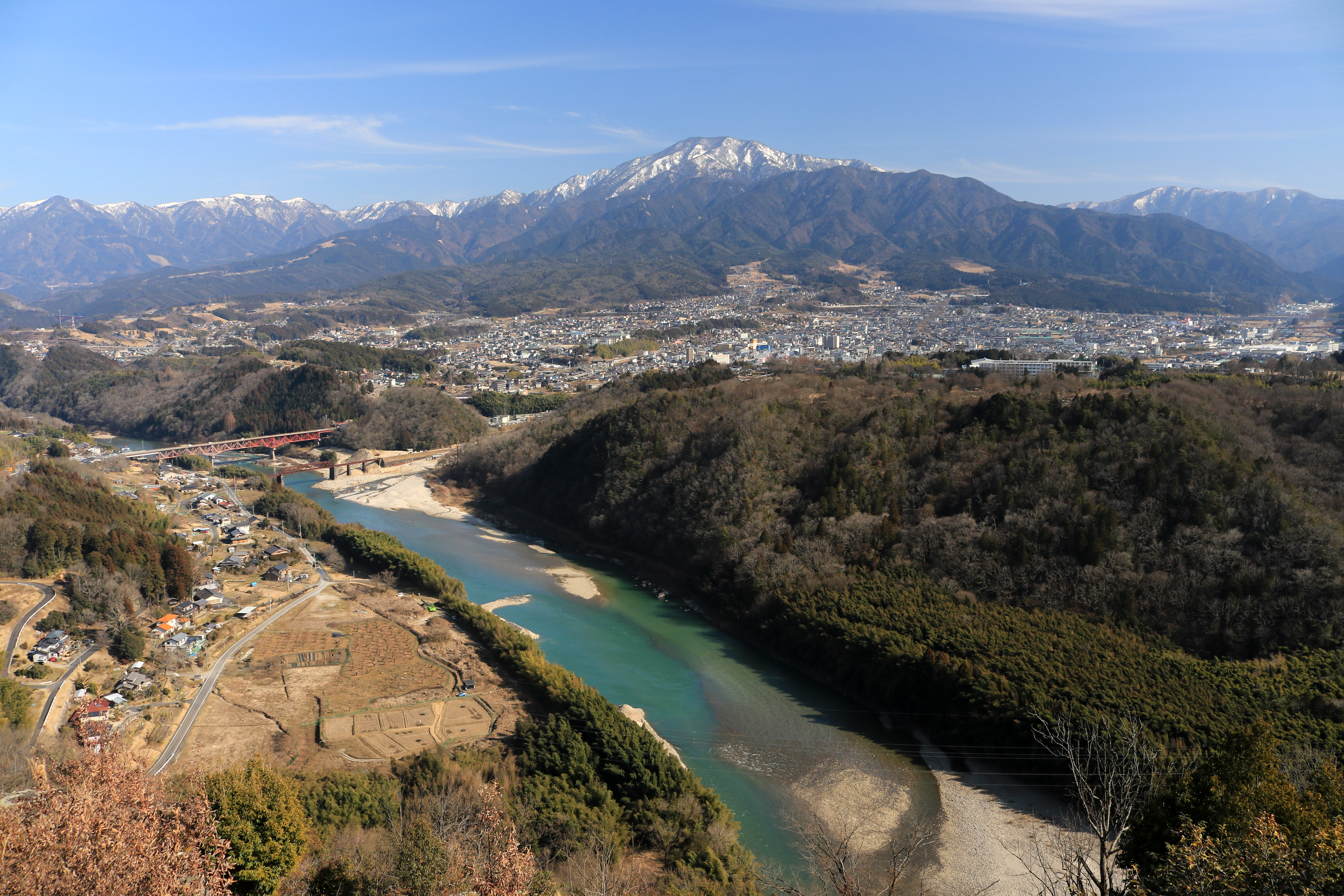
天守展望台から望む木曽川、中津川市街地と恵那山
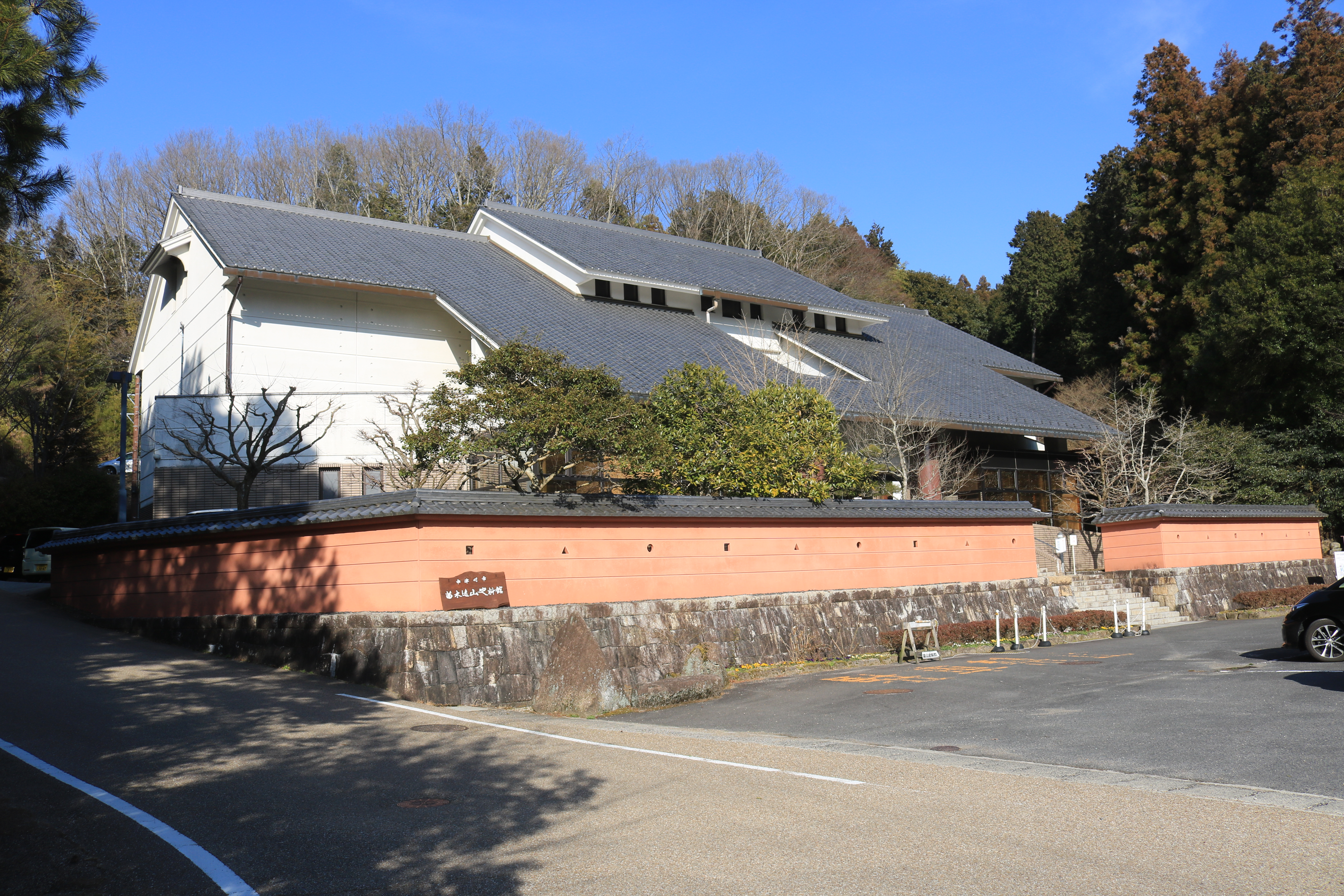
苗木遠山史料館